# 羅亞爾頓 (紐約州)
羅亞爾頓（英語：Royalton）是一個位於美國紐約州尼亞加拉縣的鎮。

## 人口
根據2020年美國人口普查的數據，羅亞爾頓的面積為182.01平方千米，當中陸地面積為181.21平方千米，而水域面積為0.80平方千米。當地共有人口7517人，而人口密度為每平方千米41人。